# 벤시 내친왕
벤시 내친왕(일본어: 㛹子内親王 べんしないしんのう[*], 겐겐 원년 (1302년) - 쇼헤이 17년 5월 20일 (1362년 6월 12일))은 가마쿠라 시대 말기ㆍ난보쿠초 시대의 황족이자 여원이다. 고니조 천황의 1황녀이고, 어머니는 타이라노 무네타카의 딸 (코토노나이시)이다. 여원호는 쥬세이몬인/쥬죠몬인 (壽成門院/寿成門院)이다. 법호는 세이죠엔(清浄円)이다.

## 약력
어머니는 고니조 천황의 후궁에 출사하던 중, 천황의 총애를 받아 황녀 (벤시 내친왕)를 낳았다. 7살 때, 아버지인 고니조 천황이 붕어하였다. 숙부인 고다이고 천황 재위 시기인 겐오 2년 (1320년), 아버지의 13주기에 앞선 8월 22일에 내친왕 선하를 받았고, 다음날에는 준삼궁과 여원호 선하를 받아 쥬세이몬인/쥬죠몬인 (壽成門院 (寿成門院))이라 칭했다. 그런데, 이틀 뒤인 8월 25일에 행해진 13주기 추선법요 때, 원주였던 그녀가 갑자기 출가 해버렸다고 전해진다. 이 후의 그녀의 생활은 알려지지 않았지만, 61세 때, 병을 이유로 사망하였다. 후가와카슈에 2수, 신센자이와카슈에 1수, 신슈이와카슈에 2수가, 각각 채록되어 있다.